# Wacha (Niger)
Wacha (auch: Ouacha, Watcha) ist eine Landgemeinde im Departement Magaria in Niger.

## Geographie

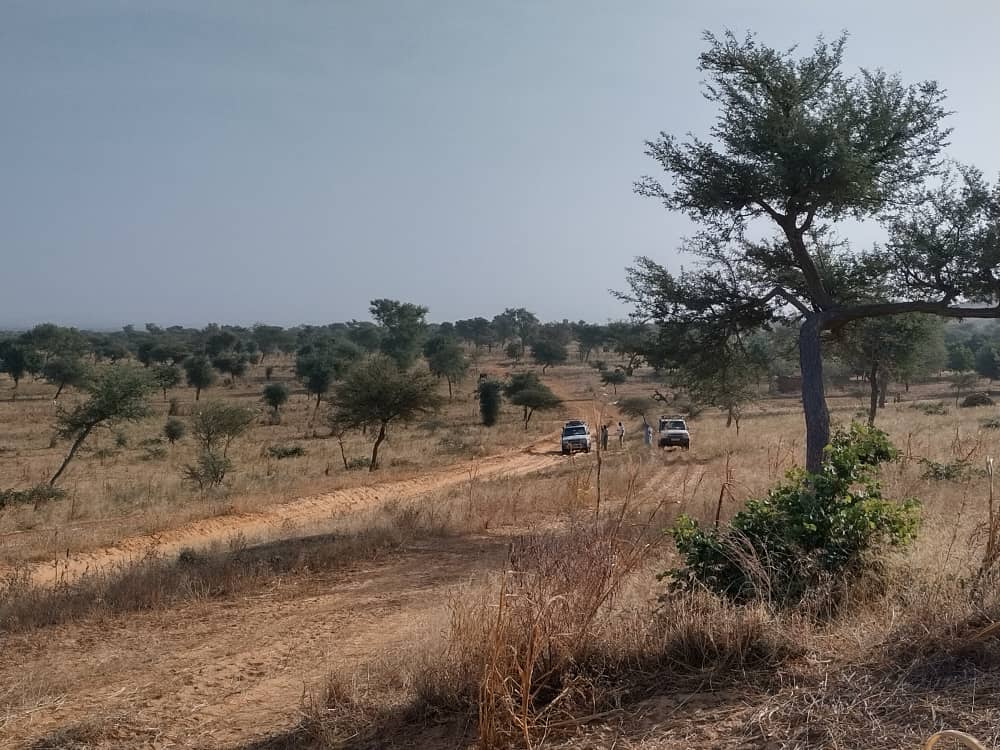
Landschaft in der Gemeinde Wacha (2023)

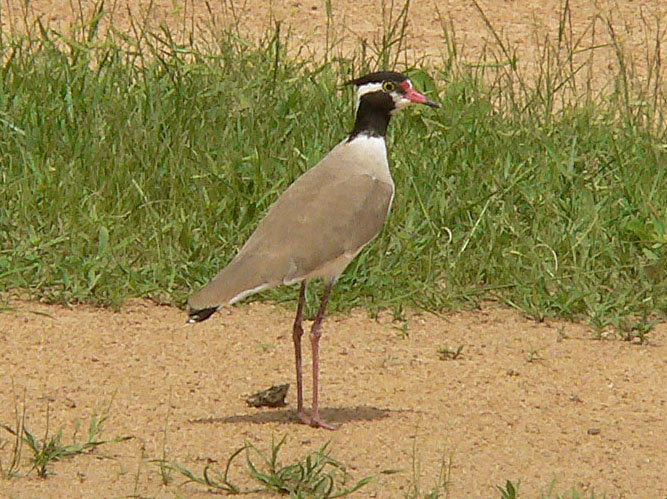
Ein Schwarzschopfkiebitz, ein typischer Vogel der Sahelzone, bei Wacha (2006)

Wacha liegt südöstlich der Regionalhauptstadt Zinder und befindet sich am Übergang der Großlandschaft Sudan zur Sahelzone. Die Gemeinde grenzt im Norden und Westen an das Departement Mirriah, im Osten an die Gemeinde Gouchi und im Süden an die Gemeinde Dungass. Bei den Siedlungen im Gemeindegebiet handelt es sich um 69 Dörfer, 125 Weiler und zwei Lager. Der Hauptort der Landgemeinde ist das Dorf Wacha. Es liegt auf einer Höhe von 381 m und hat den Charakter einer Oase. Durch das Gemeindegebiet verläuft das Trockental Korama.

## Geschichte
Wacha wurde 1836 unter Djibril Dodo, den der Sultan von Zinder als Sossébaki-Herrscher eingesetzt hatte, als Herrschaftssitz erbaut. Die Hausa-Dynastie der Sossébaki führte ihre seit mehreren Jahrhunderten bestehende Herrschaft auf einen Prinzen aus Bornu zurück. Zwei weitere Sossébaki-Staaten befanden sich in Mirriah und Takaye. James Richardson berichtete von seiner Afrikareise in den Jahren 1850 und 1851 über „Washa“ als felsige Stadt auf der Route von Zinder nach Kano und als Sitz eines „Sultans“.
Aus Altersgründen wurde Djibril Dodo 1864 von seinem Sohn Mohamed als Herrscher von Wacha ersetzt. Mohamed zog zwar für Zinder in den Krieg gegen Kano, wurde aber 1878 von Sultan Ténimoun dan Sélimane abgesetzt. Abhängig vom Willen des jeweils regierenden Sultans von Zinder waren in weiterer Folge, einander abwechselnd, Mohameds Söhne Harouna und Yacoubou die Herrscher von Wacha.
Der Ort fiel Anfang des 20. Jahrhunderts an Frankreich. Der Markt von Wacha war einer der großen Märkte in der Region, die damals von der französischen Verwaltung zugelassen wurden.
Die Landgemeinde Wacha ging 2002 bei einer landesweiten Verwaltungsreform aus dem Kanton Ouacha hervor.

## Bevölkerung
Bei der Volkszählung 2012 hatte die Landgemeinde 93.492 Einwohner, die in 15.046 Haushalten lebten. Bei der Volkszählung 2001 betrug die Einwohnerzahl 48.020 in 9175 Haushalten.
Im Hauptort lebten bei der Volkszählung 2012 5162 Einwohner in 793 Haushalten, bei der Volkszählung 2001 3716 in 708 Haushalten und bei der Volkszählung 1988 1941 in 334 Haushalten.
In ethnischer Hinsicht ist die Gemeinde ein Siedlungsgebiet von Sossébaki und Fulbe. Die Sossébaki betreiben vor allem Ackerbau, während die Fulbe-Untergruppe Daourawa auf Agropastoralismus und die Fulbe-Untergruppen Bornanko’en und Katchinanko’en auf Fernweidewirtschaft spezialisiert sind.

## Politik

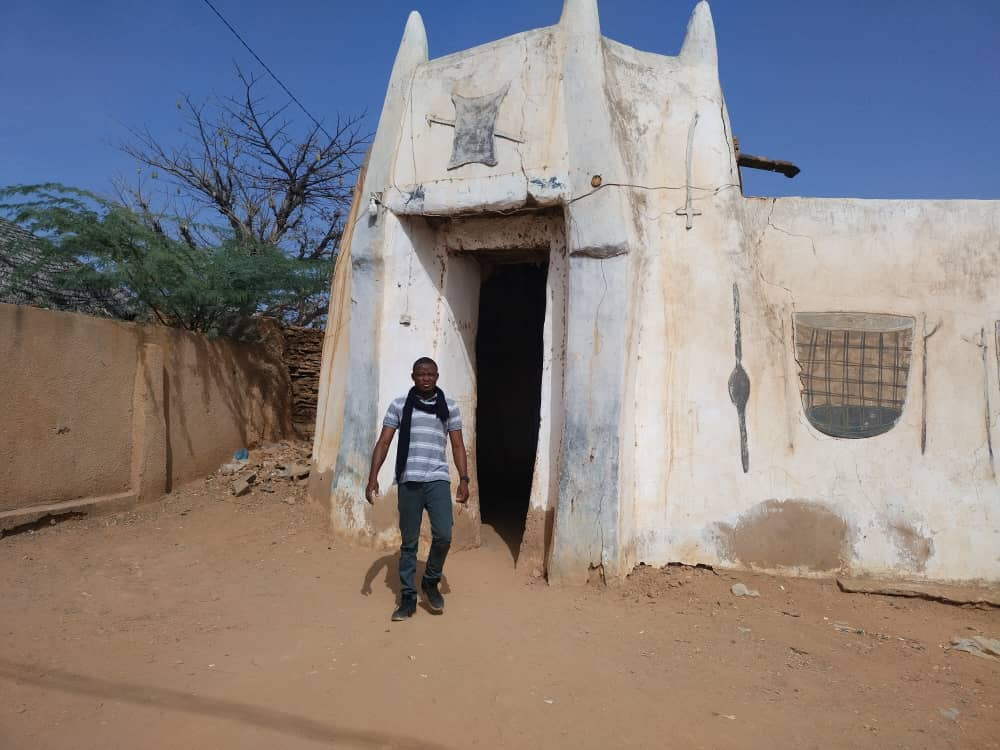
Herrscherpalast von Wacha (2022)

Der Gemeinderat (conseil municipal) hat 23 gewählte Mitglieder. Mit den Kommunalwahlen 2020 sind die Sitze im Gemeinderat wie folgt verteilt: 12 PNDS-Tarayya, 5 ARD-Adaltchi Mutunchi, 2 RDR-Tchanji, 1 AMEN-AMIN, 1 CPR-Inganci, 1 MPR-Jamhuriya und 1 RPP-Farilla.
Jeweils ein traditioneller Ortsvorsteher (chef traditionnel) steht an der Spitze von 58 Dörfern in der Gemeinde, darunter dem Hauptort.

## Wirtschaft und Infrastruktur
Im Dorf Bakafa (Gayi) wird ein Viehmarkt abgehalten. Der Markttag ist Donnerstag. Weitere Wochenmärkte gibt es im Hauptort und im Dorf Kaki Baré. Der Markttag im Hauptort ist Sonntag. Das staatliche Versorgungszentrum für landwirtschaftliche Betriebsmittel und Materialien (CAIMA) unterhält eine Verkaufsstelle im Hauptort.
In der Gemeinde werden regenabhängiger Reisanbau und – am Trockental Korama – Nassreisanbau praktiziert. Im Hauptort werden zwei Niederschlagsmessstationen betrieben, die seit 1981 beziehungsweise 1986 bestehen.
Gesundheitszentren des Typs Centre de Santé Intégré (CSI) sind im Hauptort sowie in den Siedlungen Bakafa und Marékou vorhanden. Das Gesundheitszentrum im Hauptort verfügt über ein eigenes Labor und eine Entbindungsstation. Der CEG Wacha und der CEG FA Wacha sind allgemein bildende Schulen der Sekundarstufe. Das Kürzel CEG steht dabei für Collège d’Enseignement Général und das auf einen Schwerpunkt auf die arabische zusätzlich zur französischen Sprache hinweisende Kürzel CEG FA für Collège d’Enseignement Général Franco-Arabe. Beim Centre de Formation aux Métiers de Wacha (CFM Wacha) handelt es sich um ein Berufsausbildungszentrum.
Die 73,4 Kilometer lange Landstraße RR7-002 zwischen der Nationalstraße 1 und Dungass verläuft durch den Gemeindehauptort Wacha und das Dorf Bawachi. Die 89,5 Kilometer lange Landstraße RR7-003 zwischen Bandé und Gouchi führt durch den Gemeindehauptort und das Dorf Kaki Baré. Die Dörfer Bawachi und Karida sind durch die 13,88 Kilometer lange Route 756 verbunden.

## Persönlichkeiten
- Laouali Chaibou (* 1960), Manager und Politiker